# Psary (Trzebnica)
Pour les articles homonymes, voir Psary.
Psary est une localité polonaise de la gmina de Wisznia Mała, située dans le powiat de Trzebnica en voïvodie de Basse-Silésie.

## Histoire
De 1742 à 1945, Hünern fait partie de l'arrondissement de Trebnitz dans le district de Breslau au sein de la province de Silésie.